# Dale Peck

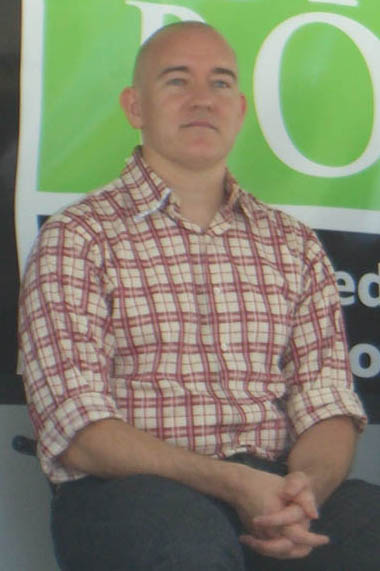
Dale Peck (2009)

Dale Peck (* 1967 in Long Island) ist ein US-amerikanischer Kinder-, Jugend- und Erwachsenenbuchautor sowie Literaturkritiker.

## Leben
Im Alter von sieben Jahren zog Dale Peck mit seinen Eltern nach Kansas, wo er aufwuchs. Später zog er an die Ostküste zurück, um das Drew University College in New Jersey zu besuchen. Dort machte er 1989 seinen Abschluss und erhielt 1995 ein Guggenheim-Stipendium. Zur Zeit (2010) unterrichtet er Kreatives Schreiben an The New School in New York.
Im Jahre 1993 veröffentlichte er seinen ersten Roman Martin and John. Die New York Times bezeichneten diesen Roman als „ein fulminantes Debüt“. Später folgten die beiden Romane The Law of Enclosures (1996) (Das Gesetz der Nähe, 1998), der vier Jahre später in dem gleichnamigen Spielfilm von John Greyson verarbeitet wurde, und Now It's Time to Say Goodbye (1998) (Schwarz und Weiß, 1999). All jene Werke, die sich mit der Erforschung und Fragen der eigenen Identität sowie Sexualität beschäftigen, wurden von der Kritik ambivalent aufgenommen. So feierte Salon.com Now It's Time to Say Goodbye als „Durchlauferhitzer“ der amerikanischen Literatur, da seine Handlung sowohl „sensationell wie grotesk“ sei. Zwar nannte The New York Review of Books Martin and John „überraschend geistreich“, reklamierte aber, dass Now It's Time to Say Goodbye „unter dem Gewicht seiner überladenen allegorischen Strukturen zu kollabieren drohe“ und sein Stil ein Hin und Her zwischen Lyrik und Klischee geworden sei.
2003 veröffentlichte Peck den Roman What We Lost. Hatchet Jobs (2004) war bisher sein einziges non-fiktionales Buch, in dem er die beruflichen Herausforderungen und Verlockungen für Autoren im modernen Medienzeitalter ironisch illustrierte und der etablierten Literaturkritik einen polemischen Gegenentwurf mit 12 Essays präsentierte. Dabei beinhaltet das Buch im eigentlichen Sinne lediglich literarische Verrisse, was durch den Titel, sinngemäß zu deutsch: Artikel, die ich mit dem Hackbeil erledige, bereits suggeriert wird. Seitdem hat Peck zwei Romane für Kinder, Drifthaus. The First Voyage (2005) und The Lost Cities (2007), veröffentlicht, einen Erwachsenenroman mit dem Titel Sprout (2009) und einen literarischen Thriller mit dem Titel Body Surf (2009).
Im deutschsprachigen Bereich wurden insbesondere seine Kinderbücher positiv aufgenommen. Reinhard Osteroth lobte in Die Zeit Drifthaus. Die erste Reise vorbehaltlos: „Schnell fühlt man sich wohl in diesem Buch, dem ersten Jugendroman des amerikanischen Autors Dale Peck. Alles hat Maß und Fluss, unverstellte Dialoge, ganz versierte Erzählung angelsächsischer Schule. Und noch ahnen wir nicht, welche Eskapaden der Fantasie uns erwarten. (…) Großer Sog bis zur letzten Seite.“
Dale Peck ist darüber hinaus ein bekannter Literaturkritiker, da seine Rezensionen in The New Republic, Granta, Village Voice und artforum veröffentlicht werden. Dabei scheute er sich nicht vor harter Kritik gegenüber dem literarischen Establishment und deren Überschätzungen heute allseits verehrter Autoren (James Joyce, Doris Lessing, Gore Vidal, Don DeLillo und Thomas Pynchon), wie er selbst heute frühzeitig prognostizierte Erfolgsautoren persönlich und zum Teil polemisch oder rhetorisch angreift. Indirekt gab diese Arbeit auch den Anstoß für seine Sammlung von Essays in Hatchet Jobs. Zum besonderen Kennzeichen seiner Kritiken wurde seine formelhafte und vielzitierte Phrase: Rick Moody is the worst writer of his generation. (deutsch: „Rick Moody ist der schlechteste Autor seiner Generation.“) Dafür pflegte er sich zwar im Folgenden zu entschuldigen, um am Ende jedoch diese Kritik in nuancierter Form wieder aufleben zu lassen. Daraus resultierend musste er bald selbst stärkere Kritik durch andere Literaturmagazine wie n+1 hinnehmen und wurde zum Entsetzen des Feuilletons von dem kritisierten Kollegen Stanley Crouch in der Öffentlichkeit in Verbindung mit weiteren Drohungen geohrfeigt und als a troubled queen˜ („Edeltunte mit Psychoproblemen“) beschimpft.
Selbst in deutschsprachigen Literaturkreisen machte sich Pecks Kritik bemerkbar; Dietmar Dath rühmte Dale Peck in der Frankfurter Allgemeinen Zeitung als denjenigen nordamerikanischen Autoren und Literaturkritiker im Gegensatz zu der Riege derjenigen, die „Bekenntnisliteratur für belesene und empfindsame Bessergestellte“ schreiben und andererseits gegen die „Rückfallrealisten“, die „im Zuge strategisch-minoritärer Identitätspolitik den englischen Sittenroman des 19. Jahrhunderts wieder beleben, um Schwarze, Frauen und Homosexuelle auf die Agenda zu setzen.“ Sein Stil wurde dabei mit dem Marcel Reich-Ranickis verglichen.
Pecks literarische Arbeiten decken ein breites Spektrum ab; er unternahm Abstecher in die Popkultur, Film- und Fernsehkritik. Außerdem arbeitet er dabei als Kolumnist für das Magazin Out, einer Kultur- und Literaturzeitschrift, die sich primär an ein homosexuelles und bisexuelles männliches Publikum wendet. Dale Peck lebt seit Jahren offen homosexuell.

## Zitat
„Wenn ich noch ein Buch über den Holocaust lesen muss, bringe ich selbst einen Juden um.“

## Veröffentlichungen

### Englisch
- Fucking Martin, London : Chatto & Windus, 1993, ISBN 0-7011-5673-2
- Martin and John. 1993. Neuauflage: Farrar, Straus and Giroux, 2006, ISBN 0-374-53030-0.
- The Law of Enclosures. Washington Square Press, 1997, ISBN 978-0-671-00347-0.
- Now It's Time to Say Goodbye. Farrar Straus & Giroux, 1998, ISBN 978-0-374-22271-0.
- What We Lost: Based on a True Story. Houghton Mifflin Harcourt, 2003, ISBN 978-0-618-25128-5.
- Hatchet Jobs : Writings on Contemporary Fiction. New Press, 2004, ISBN 978-0-374-53030-3.
- Drift House: The First Voyage. Bloomsbury USA Children’s Books, 2006, ISBN 978-1-59990-005-6.
- The Lost Cities: A Drift House Voyage. Bloomsbury USA Children’s Books, 2008, ISBN 978-1-59990-226-5.
- Sprout. Bloomsbury USA Children’s Books 2009, ISBN 978-1-59990-160-2.
- Body Surfing. Atria, 2009, ISBN 1-4165-7612-6.
- mit Tim Kring: Shift. Crown, 2010, ISBN 978-0-307-45345-7.

### Deutsch
- Martin und John. Übersetzt von Michael Hofmann. Droemer Knaur, München 1997, ISBN 978-3-426-60361-1.
- Das Gesetz der Nähe. Übersetzt von Hans J. Becker. Droemer Knaur, München 1998, ISBN 978-3-426-60663-6.
- Schwarz und Weiß. Übersetzt von Klaus Pemsel, Luchterhand Literaturverlag, München 1999, ISBN 978-3-630-87036-6.
- Drifthaus. Die erste Reise. Aus dem Amerikanischen von Katharina Orgaß und Gerald Jung. Bloomsbury, Berlin 2006, ISBN 978-3-8270-5135-6.[13]

### Hörbuchproduktionen
- Drifthaus. Die erste Reise. Gelesen von Ulrike Möckel. Übersetzung: Gerald Jung und Katharina Orgaß. Argon, 2006, ISBN 978-3-86610-091-6.

## Rezensionen
- Wilhelm Kühlmann: Backfisch mit Goldrand. Die Liebe in ganz Amerika: Dale Peck kennt das Gesetz der Nähe. In: Frankfurter Allgemeine Zeitung. Nr. 280, 30. November 1996, S. 34 (zu Dale Peck: Das Gesetz der Nähe. Roman. München 1996)

## Rezeption
- Hee Jung Park: Martin & Joh. 4-teiliger Manhwa (Manga aus Korea), nach Motiven aus dem gleichnamigen Roman von Dale Peck,[14] Panini Manga und Comic 2007/2008, ISBN 978-3-86607-455-2

## Auszeichnungen
- 2010: Lambda Literary Award in der Kategorie LGBT Children’s/Young Adult für Sprout[15]